# Minnesotas guvernör
Minnesotas guvernör (engelska: Governor of Minnesota) är ett folkvalt ämbete i Minnesotas delstatsstyres verkställande gren.
Tim Walz är Minnesotas guvernör sedan 2019.

## Historik
Alexander Ramsey, Willis A. Gorman och Samuel Medary var guvernörer i Minnesotaterritoriet 1849–1858. Minnesota blev upptagen som delstat i USA i maj 1858. 

## Roll och funktion
Guvernören väljs på mandatperioder på fyra år med obegränsat antal omval. Guvernören väljs samtidigt som Minnesotas viceguvernör (engelska: Lieutenant Governor of Minnesota).
Likt många andra guvernörer i USA har Minnesotas guvernör line-item veto, dvs möjlighet att lägga in veto för enstaka stycken i lagförslag från Minnesotas legislatur istället för att lägga in veto för lagförslaget i sin helhet.

## Lista över Minnesotas guvernörer

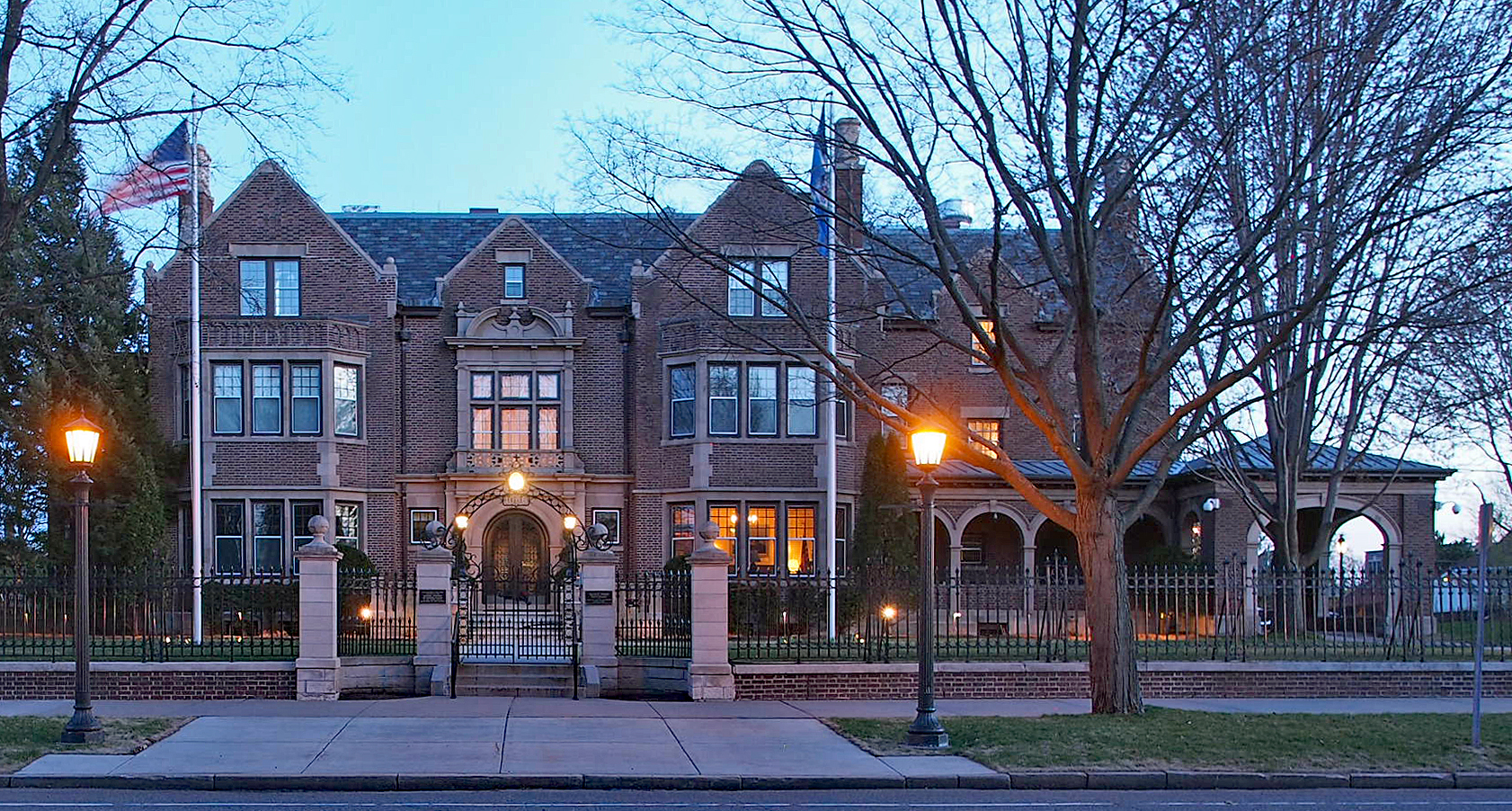
Guvernörsresidenset på adressen 1006 Summit Ave i Saint Paul.

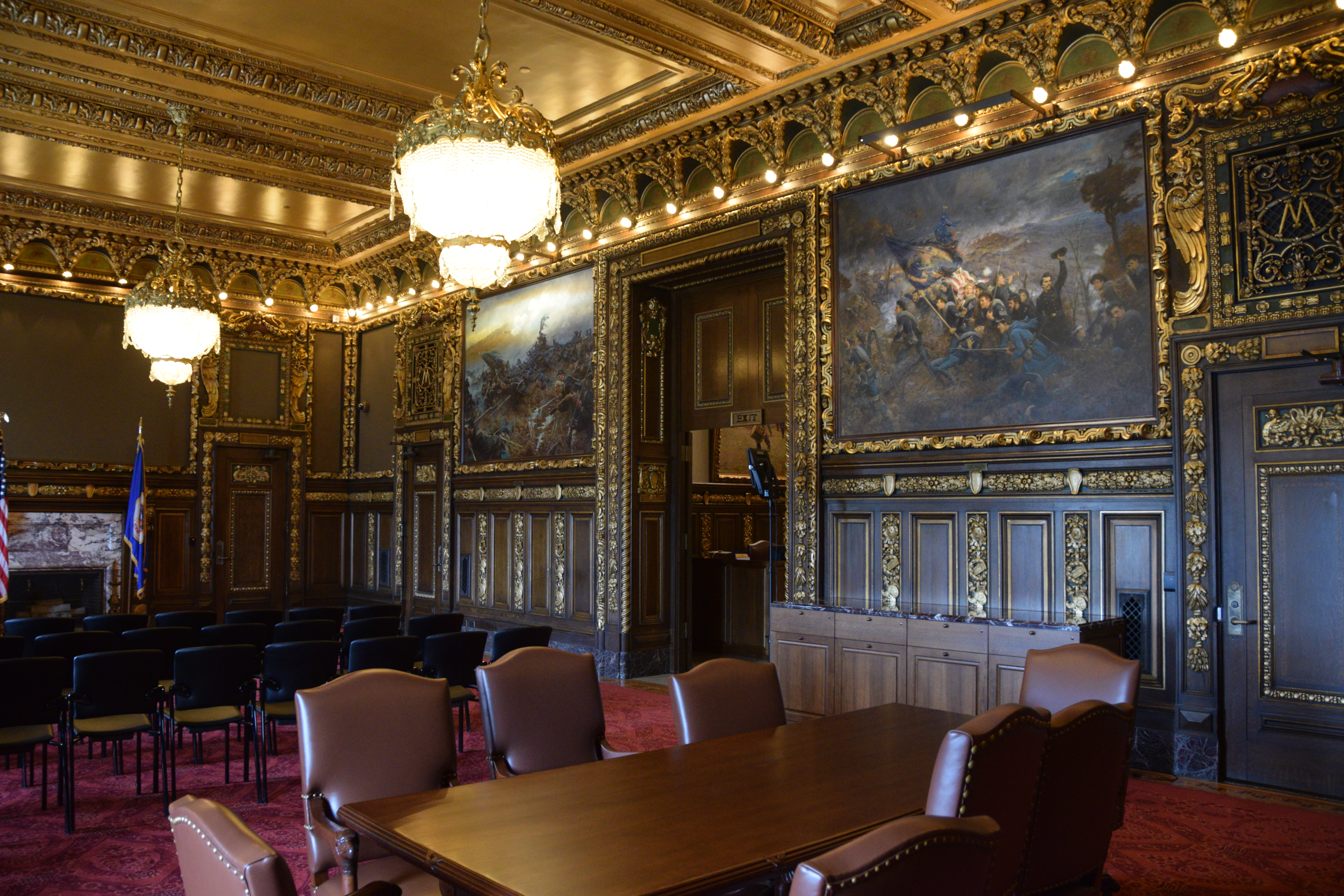
Guvernörens mottagningsrum inne i Minnesota State Capitol.

| Nr  | Porträtt | Namn                                 | Parti                        | Tillträde         | Avgång                  | Not    |
| --- | -------- | ------------------------------------ | ---------------------------- | ----------------- | ----------------------- | ------ |
| 1.  |          | Henry Hastings Sibley (1811–1891)    | Demokrat                     | 24 maj 1858       | 2 januari 1860          | [ 3 ]  |
| 2.  |          | Alexander Ramsey (1815–1903)         | Republikan                   | 2 januari 1860    | 10 juli 1863            | [ 4 ]  |
| 3.  |          | Henry Adoniram Swift (1823–1869)     | Republikan                   | 10 juli 1863      | 13 januari 1864         | [ 5 ]  |
| 4.  |          | Stephen Miller (1816–1881)           | Republikan                   | 13 januari 1864   | 8 januari 1866          | [ 6 ]  |
| 5.  |          | William Rainey Marshall (1825–1896)  | Republikan                   | 8 januari 1866    | 7 januari 1870          | [ 7 ]  |
| 6.  |          | Horace Austin (1831–1905)            | Republikan                   | 7 januari 1870    | 9 januari 1874          | [ 8 ]  |
| 7.  |          | Cushman K. Davis (1838–1900)         | Republikan                   | 9 januari 1874    | 7 januari 1876          | [ 9 ]  |
| 8.  |          | John S. Pillsbury (1827–1901)        | Republikan                   | 7 januari 1876    | 9 januari 1882          | [ 10 ] |
| 9.  |          | Lucius Frederick Hubbard (1836–1913) | Republikan                   | 9 januari 1882    | 5 januari 1887          | [ 11 ] |
| 10. |          | Andrew Ryan McGill (1840–1905)       | Republikan                   | 5 januari 1887    | 9 januari 1889          | [ 12 ] |
| 11. |          | William Rush Merriam (1849–1931)     | Republikan                   | 9 januari 1889    | 4 januari 1893          | [ 13 ] |
| 12. |          | Knute Nelson (1843–1923)             | Republikan                   | 4 januari 1893    | 31 januari 1895         | [ 14 ] |
| 13. |          | David Marston Clough (1846–1924)     | Republikan                   | 31 januari 1895   | 2 januari 1899          | [ 15 ] |
| 14. |          | John Lind (1854–1930)                | Demokrat                     | 2 januari 1899    | 7 januari 1901          | [ 16 ] |
| 15. |          | Samuel Rinnah Van Sant (1844–1936)   | Republikan                   | 7 januari 1901    | 4 januari 1905          | [ 17 ] |
| 16. |          | John Albert Johnson (1861–1909)      | Demokrat                     | 4 januari 1905    | 21 september 1909 (död) | [ 18 ] |
| 17. |          | Adolph Olson Eberhart (1870–1944)    | Republikan                   | 21 september 1909 | 6 januari 1915          | [ 19 ] |
| 18. |          | Winfield Scott Hammond (1863–1915)   | Demokrat                     | 6 januari 1915    | 30 december 1915 (död)  | [ 20 ] |
| 19. |          | Joseph A.A. Burnquist (1879–1961)    | Republikan                   | 30 december 1915  | 5 januari 1921          | [ 21 ] |
| 20. |          | J.A.O. Preus (1883–1961)             | Republikan                   | 5 januari 1921    | 7 januari 1925          | [ 22 ] |
| 21. |          | Theodore Christianson (1883–1948)    | Republikan                   | 7 januari 1925    | 7 januari 1931          | [ 23 ] |
| 22. |          | Floyd B. Olson (1891–1936)           | Farmer-Labor                 | 7 januari 1931    | 22 augusti 1936         | [ 24 ] |
| 23. |          | Hjalmar Petersen (1890–1968)         | Farmer-Labor                 | 22 augusti 1936   | 4 januari 1937          | [ 25 ] |
| 24. |          | Elmer Austin Benson (1895–1985)      | Farmer-Labor                 | 4 januari 1937    | 3 januari 1939          | [ 26 ] |
| 25. |          | Harold Stassen (1907–2001)           | Republikan                   | 3 januari 1939    | 27 april 1943           | [ 27 ] |
| 26. |          | Edward John Thye (1896–1969)         | Republikan                   | 27 april 1943     | 8 januari 1947          | [ 28 ] |
| 27. |          | Luther Youngdahl (1896–1978)         | Republikan                   | 8 januari 1947    | 27 september 1951       | [ 29 ] |
| 28. |          | C. Elmer Anderson (1912–1998)        | Republikan                   | 27 september 1951 | 5 januari 1955          | [ 30 ] |
| 29. |          | Orville Freeman (1918–2003)          | Demokrat (DFL)               | 5 januari 1955    | 4 januari 1961          | [ 31 ] |
| 30. |          | Elmer L. Andersen (1909–2004)        | Republikan                   | 4 januari 1961    | 25 mars 1963            | [ 32 ] |
| 31. |          | Karl Rolvaag (1913–1990)             | Demokrat (DFL)               | 25 mars 1963      | 2 januari 1967          | [ 33 ] |
| 32. |          | Harold LeVander (1910–1992)          | Republikan                   | 2 januari 1967    | 4 januari 1971          | [ 34 ] |
| 33. |          | Wendell Anderson (1933–2016)         | Demokrat (DFL)               | 4 januari 1971    | 29 december 1976        | [ 35 ] |
| 34. |          | Rudy Perpich (1928–1995)             | Demokrat (DFL)               | 29 december 1976  | 1 januari 1979          | [ 36 ] |
| 35. |          | Al Quie (1923–2023)                  | Republikan (IR)              | 1 januari 1979    | 3 januari 1983          | [ 37 ] |
| 36. |          | Rudy Perpich (1928–1995)             | Demokrat (DFL)               | 3 januari 1983    | 7 januari 1991          | [ 36 ] |
| 37. |          | Arne Carlson (född 1934)             | Republikan IR fram till 1995 | 7 januari 1991    | 4 januari 1999          | [ 38 ] |
| 38. |          | Jesse Ventura (född 1951)            | Reform/Independence          | 4 januari 1999    | 6 januari 2003          | [ 39 ] |
| 39. |          | Tim Pawlenty (född 1960)             | Republikan                   | 6 januari 2003    | 3 januari 2011          | [ 40 ] |
| 40. |          | Mark Dayton (född 1947)              | Demokrat (DFL)               | 3 januari 2011    | 7 januari 2019          | [ 41 ] |
| 41. |          | Tim Walz (född 1964)                 | Demokrat (DFL)               | 7 januari 2019    | sittande                | [ 42 ] |

### Partinamn
Demokraterna i Minnesota heter Minnesota Democratic-Farmer-Labor Party (DFL) sedan 1944 då partiet gick samman med Minnesota Farmer-Labor Party. Republikanerna i Minnesota hette mellan 1975 och 1995 Independent-Republican Party (IR). Independence Party of Minnesota var mellan 1995 och 2000 med i Reform Party och kallade sig Reform Party of Minnesota.